# Palast des Nestor
Palast des Nestor ist – neben Ano Englianos bzw. Palast von Ano Englianos und Pylos – die etablierte Bezeichnung für die Überreste eines großen mykenischen Palasts und Verwaltungszentrums aus der späthelladischen Zeit, etwa 12 km nördlich der heutigen Stadt Pylos, im Gemeindebezirk Nestoras. Fundstücke der Ausgrabungen befinden sich im archäologischen Museum im Chora.

## Geschichte
Die mykenische Siedlung, die von Carl Blegen 1939 entdeckt und ab 1952 ausgegraben wurde, liegt nahe dem heutigen Ano Englianos etwa 9 km nordöstlich der Bucht vor Pylos. Blegen stieß hier auf den unbefestigten Palast eines mykenischen wanax, d. h. eines Königs. Der letzte dieser Könige hieß vermutlich Enkheljāwōn. Blegen gab den umfangreichen mykenischen Palastruinen den Namen „Palast des Nestor“, benannt nach dem gleichnamigen Herrscher über das „sandige Pylos“ in Homers Ilias. Es ist umstritten, ob die Anlage tatsächlich mit dem Palast gleichzusetzen ist, den Homer beschreibt. Zwar belegen die von Blegen gefundenen Linear-B-Tafeln eindeutig, dass der Ort von seinen Bewohnern Pulos (𐀢𐀫 pu-ro) genannt wurde und die Hauptstadt eines bedeutenden mykenischen Staats war, der große Teile der Landschaft Messenien umfasste. Die topographischen Angaben in der Ilias und der Odyssee über den Sitz Nestors passen jedoch besser zu einer früh- und mittelmykenischen Siedlung in der Nähe des heutigen Kakovatos in Triphylien (nördlich an Messenien anschließend). Hier hat Wilhelm Dörpfeld bereits zu Beginn des 20. Jahrhunderts Reste einiger Gebäude und drei reiche Kuppelgräber aus dem 15. Jahrhundert v. Chr. entdeckt und die nah gelegene Siedlung für den homerischen Palast des Nestor gehalten. Allerdings wurde die Siedlung bei Kakovatos, wie neuere Grabungen ergaben, bereits in der zweiten Hälfte des 15. Jahrhunderts v. Chr. durch Brand zerstört und kann daher zeitlich kaum der bei Homer beschriebene Sitz des Nestor sein. Zudem liegt sie zu weit im Norden. Eventuell gehörte diese Region um 1200 v. Chr. aber noch zum Machtbereich des Herrschers des Pylos-Palasts bei Ano Englianos.

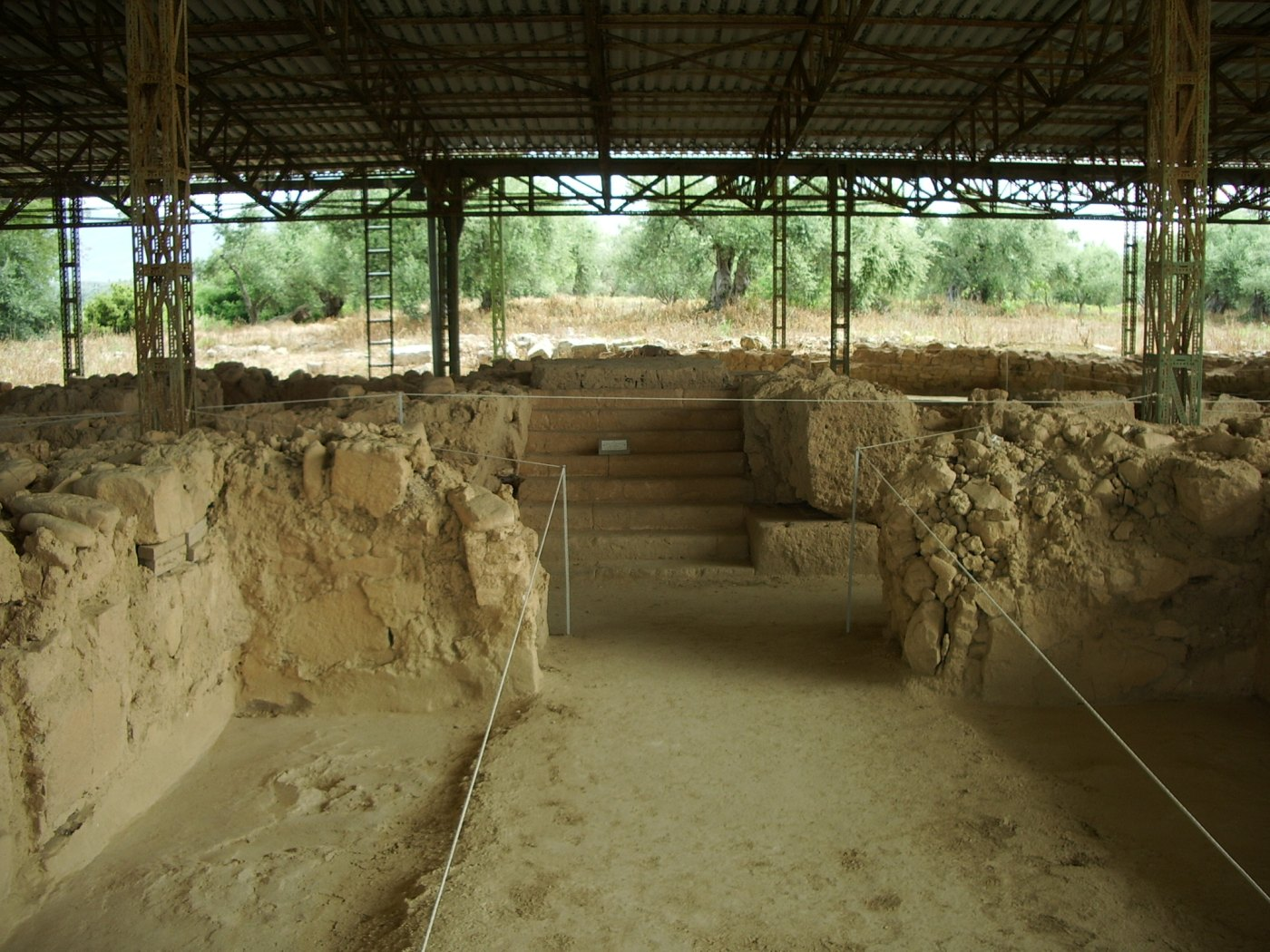
Nestorpalast, darüber die alte Überdachung der Ausgrabung

Der Fundort des Palastes war ab dem Mittelhelladikum besiedelt. Aus früh- und mittelmykenischer Zeit (16.–15. Jahrhundert v. Chr.) fanden sich am Nordost-Ende des Hügels Spuren einer Umfassungsmauer und eines befestigten Tores. Ansonsten sind Reste von Bauten vor der Mitte des 14. Jahrhunderts v. Chr. nicht erhalten, da der Hügel für die Errichtung des Palastes eingeebnet wurde. Der Palast entstand während der ersten Phase des SH III A (ca. 1420/00–1370). An mehreren Stellen wurden unterhalb des Hügels Spuren einer Unterstadt entdeckt. Zu Beginn des 12. Jahrhunderts v. Chr. wurde der Palast des Nestor durch Feuer zerstört und der Ort nicht mehr kontinuierlich wiederbesiedelt. Was den plötzlichen Untergang ausgelöst hat, ist bis heute ungeklärt. Auch die Linear B-Texte aus den Palastarchiven, die aus den letzten Monaten vor der Zerstörung stammen, geben keinen eindeutigen Hinweis. Die Auswertung der Texte hat ergeben, dass die Zerstörungen sehr wahrscheinlich im Frühjahr stattfanden. Nach dem 8. Jahrhundert v. Chr. wurde die Siedlung ganz aufgegeben und geriet in Vergessenheit.
Auf den Linear-B-Tafeln werden die Verwaltungsbezirke von Pylos erwähnt. Das Reich bestand demnach aus zwei Provinzen: Deweroaikoraja im Westen um Pylos und Peraikoraja im Osten um Lefktron. Diese Provinzen bestanden aus sieben bzw. neun Distrikten. Von besonderem sprachwissenschaftlichen Interesse ist die Tatsache, dass die Tafeln auf Griechisch verfasst wurden und die Annahme bestätigten, dass auch schon zu mykenischer Zeit Griechisch gesprochen wurde. Durch den oben genannten Brand wurden sie gehärtet und konserviert.

## Sehenswürdigkeiten

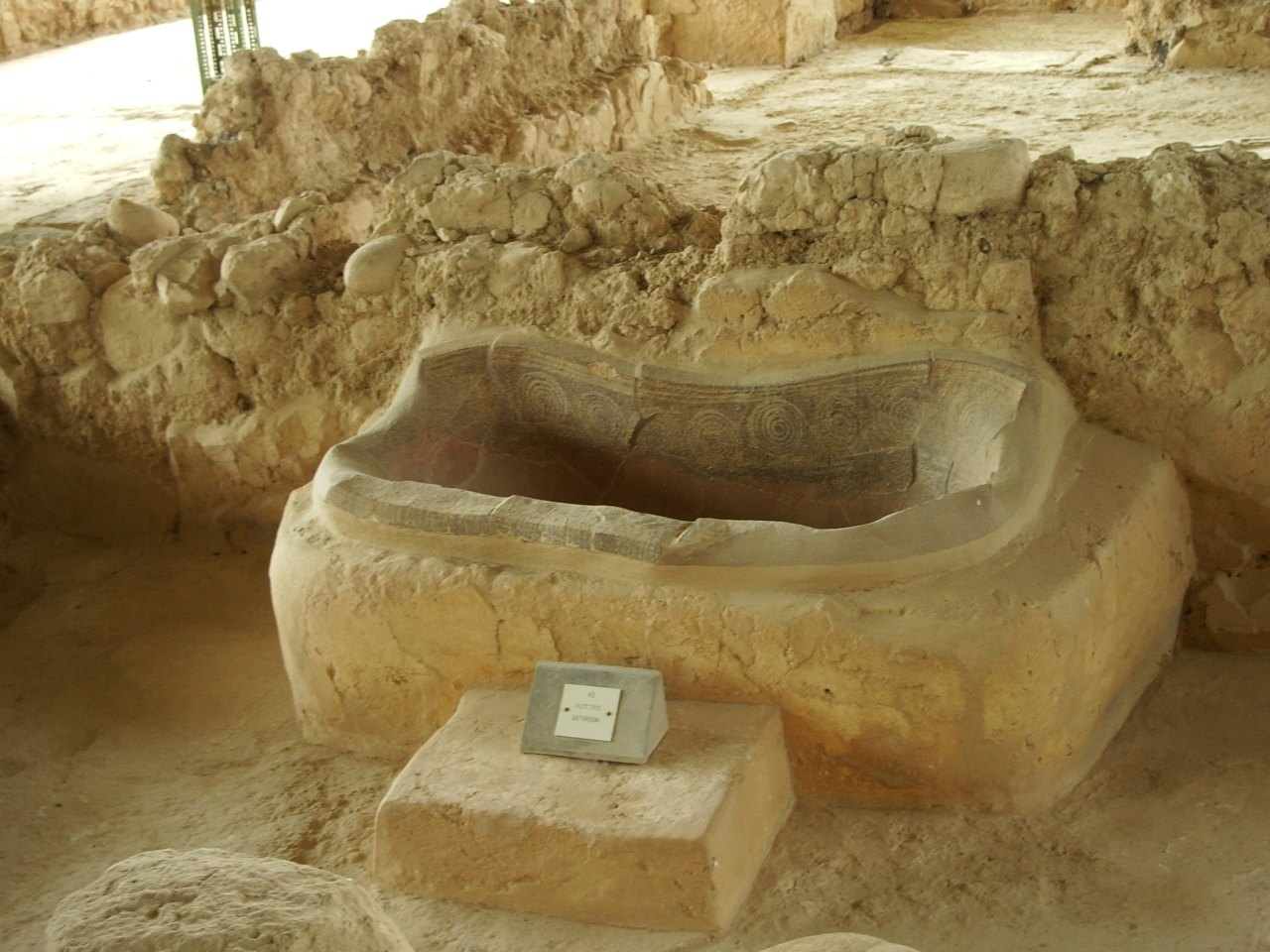
Badewanne im Palast

Zu den bedeutendsten Sehenswürdigkeiten gehören der große kreisrunde Eschara (Opferherd) mit noch erhaltener Bemalung der Einfassung im Megaron (Thronsaal) des Palastes und ein regelrechtes „Badezimmer“ mit einer „Badewanne“, in der Telemach – Sohn des Odysseus – der Sage nach von Polykaste gebadet und eingeölt wurde. Die vormals mehrgeschossige Anlage, von der noch bis zu einem Meter über dem Boden aufragendes Mauerwerk erhalten ist, wurde überdacht, um die aus Bruchstein und Stampflehm errichteten Mauern vor der Witterung zu schützen.
Die Ausgrabungsstätte ist seit 2016 täglich (ausgenommen Dienstag) ab 8:00 geöffnet.

## Umgebung

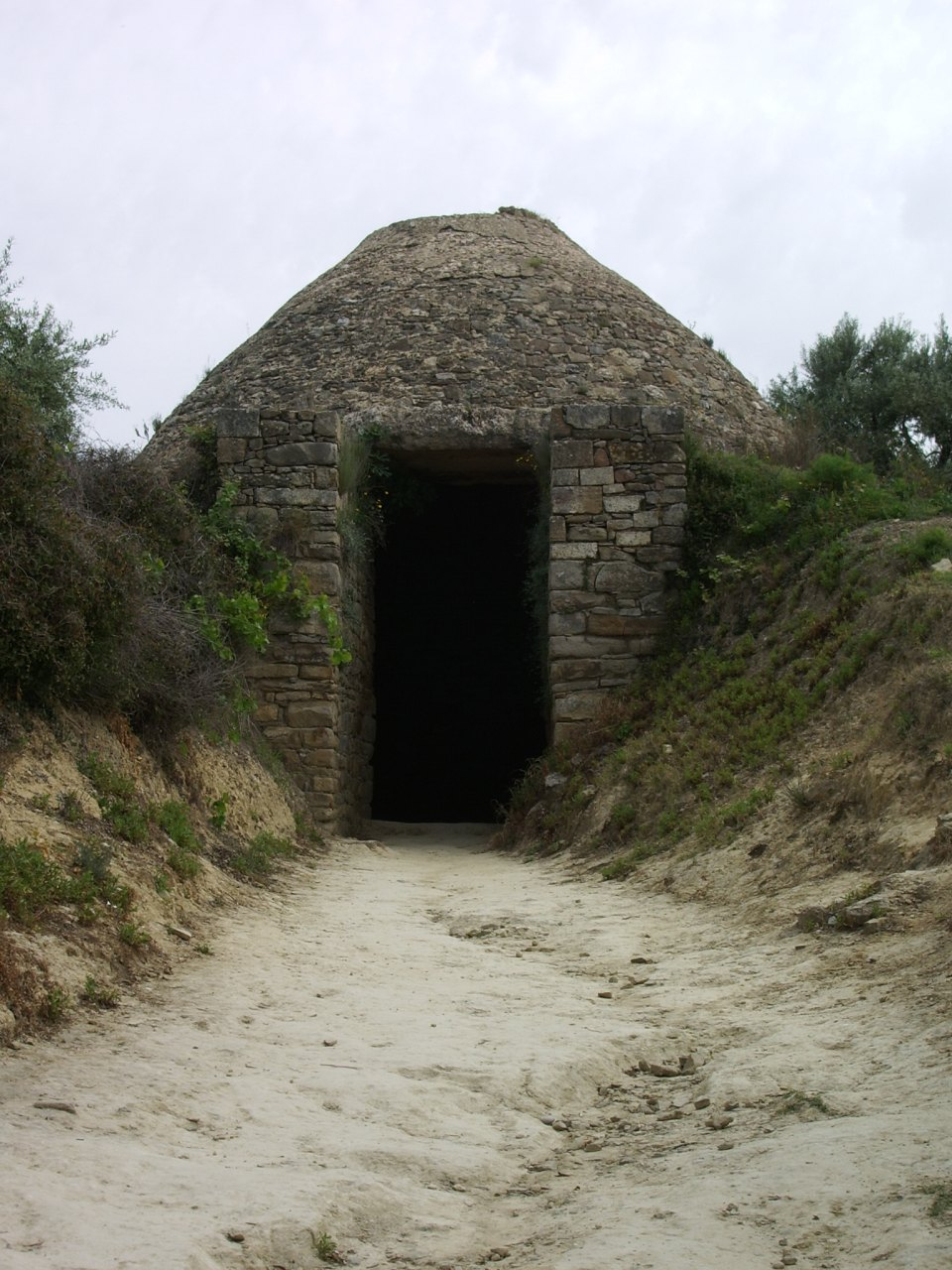
Wieder aufgebautes Kuppelgrab in der Nähe des Palastes

In unmittelbarer Nähe des Palastes befinden sich zwei Kuppelgräber; die Steinkuppel des besser erhaltenen wurde wieder aufgebaut.
Nahe dem Palast wurde im Mai 2015 der hölzerne Sarg eines Kriegers mit reichen Grabbeigaben gefunden (Griffin warrior). Die im Grab enthaltenen Elfenbeinkämme, Bronzewaffen, Silberkelche und Goldschmuck im minoischen Stil stellen einen der bedeutendsten Funde auf dem griechischen Festland dar.